# Кулаков Владимир Викторович
Кулаков Владимир Викторович (родился 1 января 1972, с. Покровское, Цильнинский район, Ульяновская область) — российский юрист, ректор Российского государственного университета правосудия, доктор юридических наук, профессор, почетный работник сферы образования Российской Федерации, академик РАЕН.
Председатель Высшей экзаменационной комиссии по приему квалификационного экзамена на должность судьи Российской Федерации.
В 1994 году окончил МГУ им. М. В. Ломоносова (филиал в г. Ульяновске).
В 1997 году — аспирантуру Ульяновского государственного университета.
В 1999 году в диссертационном совете Московского государственного университета им. М. В. Ломоносова защитил кандидатскую диссертацию на тему: «Залог недвижимости как способ обеспечения исполнения обязательств»; научный руководитель — Евгений Алексеевич Суханов, заведующий кафедрой гражданского права МГУ им. М.В. Ломоносова.
В 2011 году в Российском государственном университете правосудия (ранее — Российская академия правосудия) защитил докторскую диссертацию на тему: «Сложные обязательства в гражданском праве»; научный руководитель — Владимир Константинович Андреев.
Трудовая деятельность В. В. Кулакова началась в 1993 г. с работы в банковской сфере, в структуре ОАО «Газпром», а также преподавания в Ульяновском государственном университете.
С 2014 года являлся заведующим кафедрой гражданского права Российского государственного университета правосудия.
С 2021 года работает в должности ректора Российского государственного университета правосудия.
В мае 2023 был избран Председателем Высшей экзаменационной комиссии по приему квалификационного экзамена на должность судьи.
Д.ю.н., профессор, действительный член РАЕН.
Сферу научных интересов составляют: обязательственное право; обеспечение исполнения обязательств, правовое регулирование прав и сделок с недвижимостью, правовое регулирование деятельности холдинговых компаний, а также другие вопросы гражданского законодательства.
Автор научных и методических работ по вопросам гражданского права, в том числе, монографического характера.

## Награды
ВЕРХОВНЫЙ СУД РОССИЙСКОЙ ФЕДЕРАЦИИ
- юбилейная медаль «100 лет Верховному Суду России» (приказ Председателя Верховного Суда Российской Федерации Указ Президента РФ от 20.04.2022 г.);

СУДЕБНЫЙ ДЕПАРТАМЕНТ ПРИ ВЕРХОВНОМ СУДЕ РОССИЙСКОЙ ФЕДЕРАЦИИ
- медаль «За взаимодействие» II степени (17.04.2018 г. приказ № 412-л/с);
- Почетная грамота Судебного департамента при Верховном Суде Российской Федерации (25.01.2019 г. № 72-л/с);
- медаль «За взаимодействие» I степени (27.01.2021 г. приказ № 51-л/с);
- медаль «За отличие в службе» II степени (27.03.2023 г. приказ № 268-л/с);

СОВЕТ СУДЕЙ РОССИЙСКОЙ ФЕДЕРАЦИИ
- 14.11.2022 № 269 юбилейный знак «X Всероссийский съезд судей»;

МИНИСТЕРСТВО НАУКИ И ВЫСШЕГО ОБРАЗОВАНИЯ
- «Почетный работник сферы образования» (01.03.2023 приказ № 123 к/н)

МИНИСТЕРСТВО ЮСТИЦИИ РОССИЙСКОЙ ФЕДЕРАЦИИ
- медаль Михаила Сперанского (Приказ от 30.11.2023 г. № 1424-лс)

- Заслуженный юрист Республики Крым (2024)[1]